# Jean-Claude Carsuzan
Jean-Claude Carsuzan, né le 12 juillet 1938 à Bordeaux et mort le 5 août 2022 à Talence,, est un artiste français.

## Biographie
Encouragé par ses parents, il se présente à 14 ans au concours de l'École des Beaux-Arts de Bordeaux qu'il suit en même temps que ses études secondaires. Reçu et grâce à une dérogation accordée par le Directeur, il devient un des plus jeunes élèves de l'École. Il fréquentera durant six ans différents ateliers.
De 1952 à 1960, il participe à de nombreuses exposition et salons en Province et à Paris.
En 1958 débute une longue période de vingt-neuf mois de service militaire durant laquelle Carsuzan réalise les décors pour le théâtre aux armées et de nombreuses fresques dans des Foyers.
En 1961, retour à la vie civile et durant deux ans, il enseigne la peinture et la décoration à l'École des Beaux-Arts Appliqués de la Gironde; la même année, il fait un voyage d'étude en Bretagne, découvre Pont-Aven et sa région.
À Bordeaux, Carsuzan rencontre Monsieur Tastet, chef décorateur du Grand Théâtre de Bordeaux et prend le jeune artiste en amitié, l'accueille en ses ateliers. Il réalise durant cette période certains décors du Casino Mauresque d'Arcachon et d'autres fresques dans des bâtiments publics.²
En 1963, Carsuzan abandonne professorat et décors pour se consacrer exclusivement à la peinture. Impressionné par la luminosité de la Bretagne, il s'y installe et travaille sur le motif avec passion et intérêt. Il fait la connaissance de Micheline Capitaine qui devient son épouse en 1964 et qui décède en 2010.
Depuis 1955, année de sa première exposition personnelle, le peintre expose dans différents pays et plus particulièrement en Suisse, en Allemagne, aux États-Unis et au Japon. Dans ce dernier pays, l'engouement est tellement fort que de nombreuses expositions et vernissages l'obligent à s'y rendre une quinzaine de fois. Il expose souvent au Japon avec Hiro Yamagata, Michèle Battut, Martiros Manoukian.
À partir de 1980 et jusqu'en 2015, Carsuzan va à la découverte de lieux de lumière et de nouvelles sources d'inspiration par un séjour en Andalousie où il peint dans les villages blancs, puis l'Italie où il travaille sur le motif et ne cesse de parcourir ruelles et canaux à Venise et Chioggia. Ses nombreux séjours en Tunisie lui permettent de renforcer chaque fois son inspiration pour la lumière et les couleurs de ce lieu. Sa notoriété lui offre l'occasion de travailler avec des éditeurs en lithographies et côtoie les grands noms de l'Art Contemporain comme Olivier Debré, Zao Wou Ki, Weisbuch, Spahn ou bien encore Lucien Fontanarosa avec qui se lie une amitié.
Le coup de cœur, Carsuzan l'a aussi pour la Grèce et plus particulièrement pour l'archipel des Cyclades où il découvre là une synthèse des lieux lumineux qu'il affectionne depuis toujours.
Il recompose la sensation qu'il a d'un paysage à travers la peinture sous forme de notes et d'esquisses pour traduire au mieux la luminosité. Il est à la recherche constante d'une harmonie dans un équilibre entre l'ombre et la lumière. "A travers le jeu des ombres et des lumières d'où percent des reflets chatoyants, c'est le bruit du vent qu'il nous fait entendre, c'est le frémissement des arbres qu'il nous montre", dit de lui Gilbert le Bris.
À ces découvertes, Carsuzan ajoute à sa palette de voyage, l'Algérie, le Maroc, la Belgique, les Pays-Bas, le Sénégal, Madère et d'autres villes des États-Unis.
En 2012 et 2013, les chocolats Poulain et la biscuiterie industrielle de galettes Traou Mad le sollicitent pour éditer des boîtes de chocolats et de biscuits avec ses toiles. Cela contribue à accroître sa notoriété dans le domaine du grand public
En 60 années de vie consacrée à la peinture, Carsuzan expose et collabore avec  plusieurs galeries dans le monde. Depuis le début de sa carrière, le peintre ne cesse  d'exposer tant en France qu'à l'étranger. Les créations de Carsuzan trouvent un public mondial et connait un succès international.

## Sculptures
- Lycée Agricole de Châteaulin, "Demain" - h:2.50m
- Direction Départementale de l'Agriculture à Quimper, "Le Vent"- Mural bronze- 3m²
- Groupe Scolaire de Kermoysan à Quimper : "Évolution de la Pensée" - H: 5;50m
- Caisse Régionale du Crédit Agricole Mutuel du Maine et Loire à Angers: "Minéral et Végétal". H : 5.00m
- C.E.S de Fouesnant: "Sculpture Banc Polychrome" - Béton et Mosaïque[11]
- Bibliothèque Centrale de Prêts du Finistère à Quimper:  éléments modulaires
- Voie Rapide Rocade Est Quimper: éléments modulaires
- Groupe Scolaire du Rouillen: "Polychrome", Quimper

## Principales expositions personnelles
- 1991- 1993: Tokyo International Art Show (Japon)[12]
- 1994-1996: Wally Findlay Galleries It ( N.Y, Paris, Chicago, Palm Beach)[13]

- 2008 : Hôtel de Ville de Brest (France)[14]
- 2009 : Mairie de St Rémy de Provence (France)[15]
- 2013 : Galerie Marciano, Place des Vosges - Paris (France)[7]
- 2017 : Galerie du Centre - Concarneau (France)[16]
- 2018 : Hôtel de Ville de Tregunc (France)[17]

## Prix et distinctions
- Grand Prix de Peinture du C.I.V.B  Bordeaux (France)
- 1963 Grand Prix de Peinture de la Côte d'Argent - Arcachon (France)
- Grand Prix du Salon des Artistes Libres - Bordeaux (France)
- Grand Prix de Peinture du Finistère ( Festival International de Peinture) - Pont-Aven (France)
- Prix du Journal l'Aurore (France)
- Prix des Villes de : Concarneau - Agen - Tarbes - Bordeaux
- Membre Honoraire del Instituto Europeo di Cultura Popular (Italie)
- Croix d'or du Mérite et dévouement (France)
- Médaille d'or Arts-Sciences-Lettres (France)
- Sociétaire perpétuel de la Fondation Taylor (France)
- Professeur Honoris Causa de l'Académie Greci Marino (Italie)
- Docteur Honoris Causa et Palmes académiques de l'Académie internationale des Arts contemporains de Belgique
- Fédération Nationale de la Culture Française : Toile d'or de l'Année 1998
- Commandeur de l'Ordre de l'Etoile de l'Europe (Belgique)
- Prix de la Fondation Européenne (France)